# Айсис Тейлър
Айсис Тейлър (на английски: Isis Taylor) е американска порнографска актриса, родена на 23 октомври 1989 г. в Сан Франциско, щата Калифорния, САЩ.
Тя е от смесен етнически произход – перуански, еврейски и шотландски.

## Кариера
Дебютира като актриса в порнографската индустрия през 2008 г., когато е на 18 години.
Печели титлата на списание Пентхаус за момиче на месец септември 2010 г.
Поставена е на второ място в класацията на списание „Комплекс“, наречена „Топ 100 на най-горещите порнозвезди (точно сега)“ от юли 2011 г.

## Награди и номинации
Носителка на индивидуални награди
- 2010: Пентхаус любимец за месец септември.[6][3]
- 2010 XFANZ награда за нова звезда на годината.[7]

Номинации за награди
- 2010: Номинация за F.A.M.E. награда за любима нова звезда.[8]
- 2010: Номинация за AVN награда за най-добра POV секс сцена.[9]
- 2010: Номинация за XRCO награда за „Cream Dream“[10]
- 2010: Номинация за XBIZ награда за нова звезда на годината.[11]
- 2011: Номинация за AVN награда за недооценена звезда на годината.[12][13][14]
- 2011: Номинация за XBIZ награда – порно сайт на годината – IsisTaylorXXX.com.[15]

Други признания и отличия
- 2009: Twistys момиче на месец ноември.[16]
- 2011: 2-ро място в класацията на списание „Комплекс“ – „Топ 100 на най-горещите порнозвезди (точно сега)“.[5]